# اودژخووا
اودژخووا (به لهستانی:  Odrzechowa) یک روستا در لهستان است که در گمینا زارشن واقع شده‌است. اودژخووا ۱٬۴۰۰ نفر جمعیت دارد.